# Юзеф Зих
Юзеф Зих (пол. Józef Zych; *23 березня 1938, Ґідлярева) — польський юрист і політик, член парламенту безперервно з 1989 по 2015 рік (X, I, II, III, IV, V, VI і VII скликання), колишній маршал і заступник спікера Сейму, з 2015 член Державного трибуналу.

## Біографія
Був активним скаутом. У 1961 році засуджений до восьми місяців тюремного ув'язнення за «невиконання обов'язків» під час скаутського табору поблизу міста Кросно-Оджанське.
Закінчив факультет права Університету Адама Міцкевича в Познані (1966), де він отримав ступінь доктора юридичних наук (1976).
У 1975 році Юзеф Зих приєднався до Об'єднаної народної партії. 1989-го він був обраний депутатом. У 1988—1990 роках був членом Ради охорони пам'яті боротьби і мучеництва. З 1991 року Юзеф Зих обирався від Польської селянської партії. Був заступником спікера Сейму. З 19 жовтня 2005 року по 26 жовтня 2005 року він виконував обов'язки старшого маршала V Сейму.
У 2015 році він не переобрався. 18 листопада 2015 обраний членом Трибуналу, за рекомендацією PSL. Почав роботу 11 грудня 2015.

## Вибори
| Вибори | Партія та скликання       | Партія та скликання | Округ | Результат       |
| ------ | ------------------------- | ------------------- | ----- | --------------- |
| 1989   | Об'єднана народна партія  | Сейм X каденції     | №107  | 33 535 (51,24%) |
| 1991   | Польська селянська партія | Сейм I каденції     | №14   | 16 411 (5,84%)  |
| 1993   | Польська селянська партія | Сейм II каденції    | №52   | 22 313 (9,89%)  |
| 1997   | Польська селянська партія | Сейм III каденції   | №52   | 10 973 (5,26%)  |
| 2001   | Польська селянська партія | Сейм IV каденції    | №8    | 7378 (2,36%)    |
| 2005   | Польська селянська партія | Сейм V каденції     | №8    | 9566 (3,54%)    |
| 2007   | Польська селянська партія | Сейм VI каденції    | №8    | 18 631 (4,73%)  |
| 2011   | Польська селянська партія | Сейм VII каденції   | №8    | 6919 (2,08%)    |
| 2015   | Польська селянська партія | Сейм VIII каденції  | №8    | 4784 (1,38%)    |